# Йошко Крекович
Йошко Крекович (17 квітня 1969) — хорватський ватерполіст.
Срібний призер Олімпійських Ігор 1996 року.